# 류드밀라 지갈로바
류드밀라 스타니슬라비프나 지갈로바(우크라이나어: Людмила Станіславівна Джигалова, 1962년 1월 22일 ~ )는 주로 400m 경기에 참가한 우크라이나의 단거리달리기 선수이며 하르키우 스파르타크에서 훈련했고 소련과 독립 국가 연합 팀을 대표했다.
하르키우에서 태어난 지갈로바는 1988년 서울 올림픽때 1600m 릴레이에서 3위를 했지만, 결승전에서 타티야나 레돕스카야로 치환되었다. 4년 후에 그녀는 바르셀로나 올림픽에 참가하여 자신의 팀 동료 옐레나 루지나, 올가 나자로바, 400m 은메달리스트 올가 브리즈기나와 함께 1600m 계주에서 금메달을 획득했다. 그녀는 도핑 테스트에서 실패한 후 운동 경기에서 4년간 자격 정지 처분을 받았다.